# Bernd Moldenhauer
Bernd Moldenhauer (* 14. August 1949 in Falkenberg (Mark); † 15. Juli 1980 bei Bad Hersfeld) war ein DDR-Dissident, der von einem inoffiziellen Mitarbeiter der DDR-Staatssicherheit ermordet wurde.

## Wirken
Der gelernte Baufacharbeiter wurde 1972 in Ungarn wegen versuchten „ungesetzlichen Grenzübertritts“ verhaftet und 1973 in Karl-Marx-Stadt wieder aus der Haft entlassen.
Nach seiner Haftentlassung erfolgte die Übersiedlung nach West-Berlin, wo er unter anderem zusammen mit dem späteren brandenburgischen CDU-Politiker und ehemaligem politischen Häftling, Dieter Dombrowski gegen die DDR-Politik demonstrierte. Nach Auskunft von Dombrowski zählte dazu das symbolische Zumauern des West-Berliner Aeroflot-Büros am Bahnhof Zoo. 1978 zog Moldenhauer nach Heilbronn um, war aber weiter in West-Berlin an Aktionen gegen das SED-Regime beteiligt. Die Stasi legte zu Moldenhauer den Operativ-Vorgang (OV) „Kontakt“ an. Aus ihm geht hervor, dass die Abteilung XXII („Terrorabwehr“) im Juni 1980 plante, Moldenhauer während der Benutzung der Transitstrecke in einen Hinterhalt zu locken und zu verhaften. Der Plan konnte nicht realisiert werden, weil Moldenhauer die Transitstrecke mied.

## Ermordung
Moldenhauer war Mitglied der antikommunistischen Internationalen Gesellschaft für Menschenrechte (IGFM). Am 15. Juli 1980 wurde er von seinem dortigen Vereinskameraden Aribert Freder auf einer Autobahn-Raststätte beim hessischen Bad Hersfeld erdrosselt. Aribert Freder, ein West-Berliner Busfahrer, wurde später als inoffizieller Mitarbeiter (IM) der Staatssicherheit enttarnt (IM „Günter Frank“). 1981 wurde Freder vom Landgericht Berlin wegen Totschlags zu zehn Jahren Freiheitsentzug verurteilt. Im Urteil heißt es: „Das Tatmotiv ist unaufklärbar.“
Nur wenige Tage vor dem Mord hatte sich Freder in Ost-Berlin mit seinen Führungsoffizieren getroffen, die sich noch 1989 um Verwischung der Spuren in den Akten zum Fall Moldenhauer bemühten. Um Aribert Freder davon abzuhalten, in westdeutscher Haft zu viel über seine Tätigkeit für die Stasi zu verraten, ließ man seiner Ehefrau 54.000 DM zukommen. Freder selbst war vom DDR-Geheimdienst zuvor mit mehreren Zehntausend D-Mark entlohnt worden.

## Fälle mit Parallelen
Dass ein Auftragsmord der Staatssicherheit im Westen auch bei dem Fußballer Lutz Eigendorf vorgelegen haben könnte, wird bislang nur vermutet. In dem Fall des Fluchthelfers Wolfgang Welsch konnte die Tötungsabsicht des Stasi-Agenten Peter Haack zwar nachgewiesen werden, jedoch überlebte das Opfer den Giftanschlag.
In früheren, ähnlichen Fällen ging die Stasi oft mit Entführungen ihrer Opfer vor, die anschließend im Ostblock hingerichtet wurden, wie etwa im Falle von Walter Linse (entführt in West-Berlin, hingerichtet in Moskau) oder Sylvester Murau (entführt bei Darmstadt, hingerichtet in Dresden).